# Heinrich Köhler (Politiker, 1878)

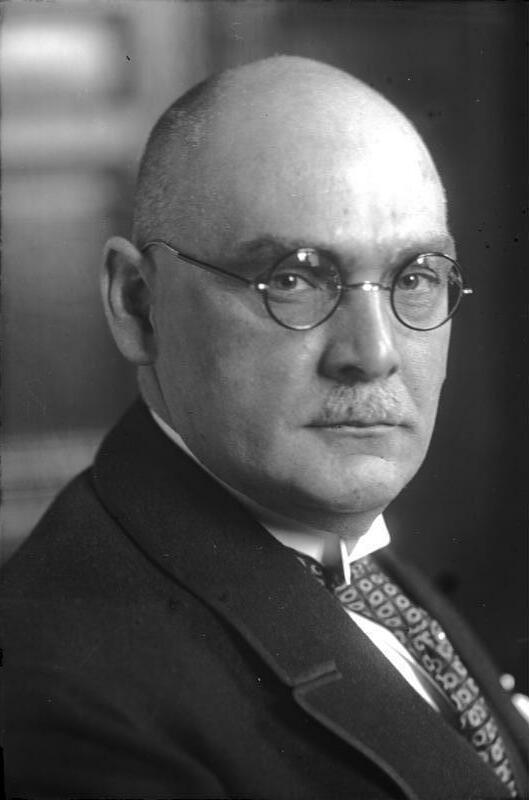
Heinrich Köhler als Reichsfinanzminister 1928

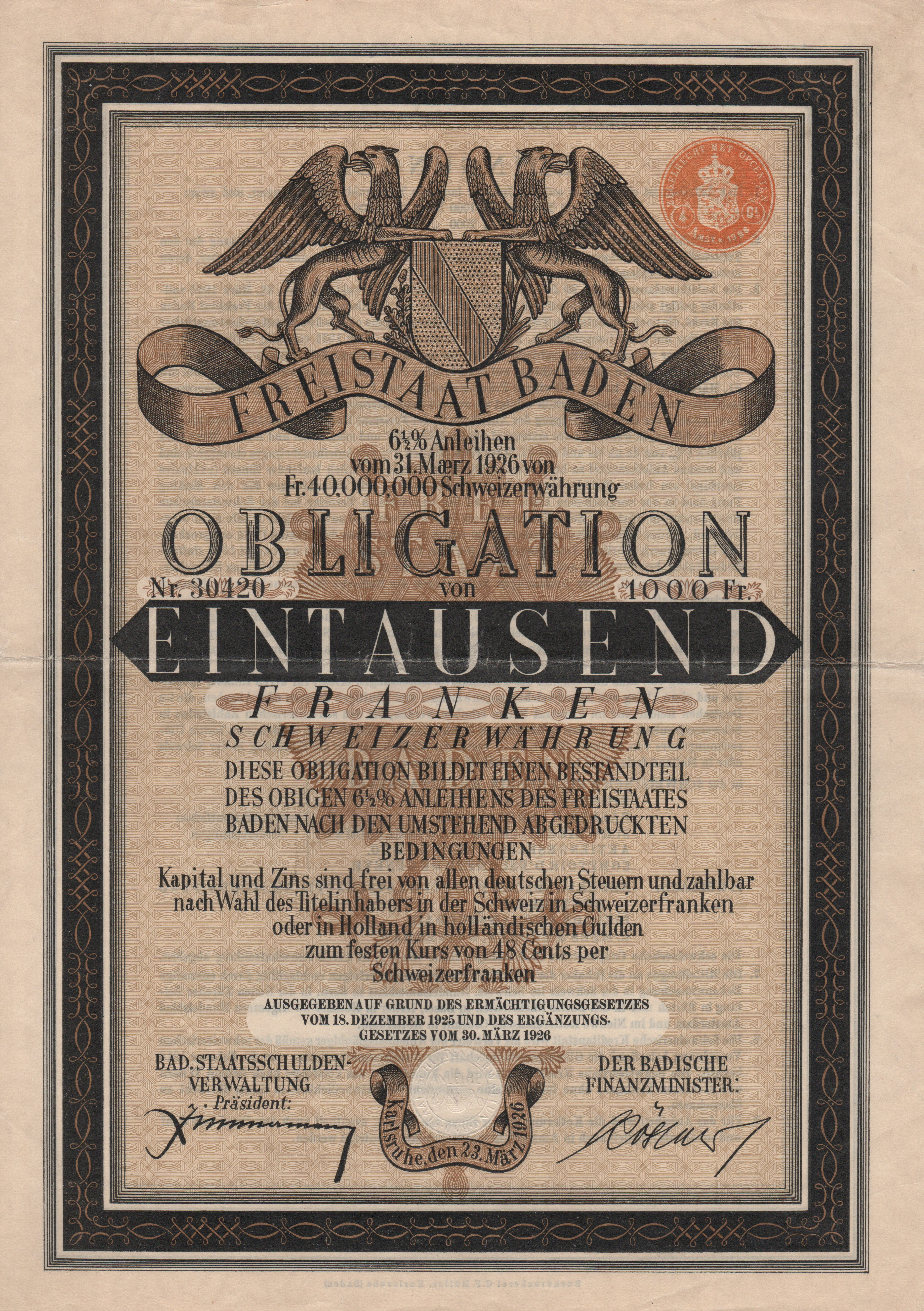
Obligation des Freistaates Baden vom 23. März 1926 mit Unterschrift von Finanzminister Köhler

Heinrich Franz Köhler (* 29. September 1878 in Karlsruhe; † 6. Februar 1949 ebenda) war ein deutscher Politiker (Zentrum, später CDU).

## Leben und Werk
Köhler wuchs als Sohn von Karl Josef Köhler (1847–1907) und dessen Ehefrau Regina geb. Helfrich (1854–1940) in einem proletarischen Umfeld in Karlsruhe auf. Ab 1885 ging er auf die Volks- und Oberrealschule Karlsruhe. Um 1894 war er Finanzgehilfe im mittleren Beamtendienst. 1902 heiratete er seine Jugendliebe Rosel Hauck (1878–1912). Bei den badischen Leibgrenadieren diente er als Einjähriger. Nach einer Ausbildung im Zolldienst wurde er 1911 für die Zentrums-Partei in die Karlsruher Stadtverordnetenversammlung gewählt, der er bis 1920 angehörte. Nach dem Tod seiner ersten Frau heiratete Köhler 1913 zum zweiten Mal. Von 1913 bis 1927 vertrat er seine Partei in der Zweiten Kammer der badischen Ständeversammlung bzw. im badischen Landtag. Nach dem Ersten Weltkrieg war er 1920 kurzzeitig Pressechef im Innenministerium.
Er war Finanzminister in Baden von 1920 bis 1927 und in dieser Zeit auch zweimal kurzfristig Staatspräsident und somit Chef der Kabinette Köhler I und Köhler II. Von 1927 bis 1928 amtierte er im Kabinett Marx IV als Reichsminister der Finanzen, anschließend saß er bis 1932 im Reichstag. Nach der „Machtergreifung“ der Nationalsozialisten wurde er kurzzeitig inhaftiert, des Landes Baden verwiesen und zog mit seiner Familie nach Berlin, wo er als Vertreter einer Maschinenfabrik arbeitete. Im Zuge einer Evakuierungsmaßnahme siedelte er im September 1943 mit seiner Frau Elsa geb. Förster (1887–1978) von Berlin nach Mudau um. In dem Dorf im Odenwald, in dem der Neffe seiner ersten Ehefrau als Kaplan tätig war, erlebte er auch das Kriegsende mit.
Nach dem Zweiten Weltkrieg trat er der CDU bei. Ab September 1945 war Köhler Präsident des Landesbezirks Mannheim-Heidelberg, anschließend – unter Einbeziehung von Karlsruhe – des Landesbezirks Baden. Am 29. Oktober 1945 ernannte ihn die amerikanische Militärregierung zum Stellvertretenden Ministerpräsidenten von Württemberg-Baden, das zu diesem Zeitpunkt Nord-Baden und Nord-Württemberg umfasste. Von Mai bis November 1946 bekleidete er im Landtag von Württemberg-Baden das Amt des Wirtschaftsministers, danach bis zu seinem Tode das des Finanzministers.
Köhler war Vater von vier Söhnen und einer Tochter und fand seine letzte Ruhestätte auf dem Hauptfriedhof Karlsruhe. Köhlers unehelicher Sohn mit einer Sängerin, Heinrich Köhler-Helffrich (1904–1960), war Opern- und Festspielintendant in Wiesbaden.

## Ehrungen
Köhler war Ehrenbürger seiner Heimatstadt Karlsruhe. Am 11. Oktober 1948 wurde ihm in Anerkennung seiner besonderen Verdienste um die Förderung katholischer Belange das Ehrenbürgerrecht der Wallfahrtsstadt Walldürn zuteil. In Karlsruhe wurden ihm zu Ehren der Heinrich-Köhler-Platz und die Heinrich-Köhler-Straße benannt, in Walldürn die Dr.-Heinrich-Köhler-Straße. Die Medizinische Fakultät der Universität Heidelberg verlieh ihm 1923 die Ehrendoktorwürde. Weitere Ehrendoktorwürden bekam er 1926 von der Universität Freiburg und 1927 von der Technischen Hochschule Karlsruhe verliehen.
Des Weiteren wurde er 1921 Ehrenmitglied der K.D.St.V. Normannia zu Karlsruhe im CV und 1926 im Wissenschaftlichen Katholischen Studentenverein Unitas Freiburg.

## Film
- Das Portrait: Dr. Heinrich Köhler vom Zeitungsjungen zum Staatspräsidenten, SWR, 1965[9]